# Uqba ibn al-Hajjaj as-Salulí
Uqba ibn al-Hajjaj as-Salulí (àrab: عقبة بن الحجاج السلولي, ʿUqba ibn al-Ḥajjāj as-Salūlī) (m. 741) fou valí de l'Àndalus (734-741).
Musulmà recte i piadós, va ser designat valí pel governador d'Egipte i Ifríqiya, Ubayd-Al·lah ibn al-Habhab, en substitució d'Abd-al-Màlik al-Fihrí. Va ordenar el fisc andalusí i va consolidar l'autoritat i el control sobre tot l'Àndalus.
Uqba as-Salulí era enèrgic i va castigar durament les rebel·lions amazigues d'Ifríqiya i de l'Àndalus. Després d'obtenir una victòria al setge d'al-Sakhra el 735, en el qual gairebé va exterminar la resistència astur de Pelai, la primavera de l'any següent es va dirigir amb el seu exèrcit cap a Al-Tagr al-Ala, la frontera superior, és a dir l'antiga província Tarraconense, i per la via de Saragossa a Pamplona va arribar davant aquesta darrera ciutat, on va entrar. Els líders locals i els francs van fugir abans de l'entrada dels àrabs. Com terra sotmesa per l'espasa, una cinquena part de les terres de la regió van passar al tresor públic i la resta es va repartir entre els musulmans que havien pres part en la campanya. Es va establir una guarnició musulmana a la ciutat, per a la qual es va designar un governador o valí, amb autoritat sobre tota la comarca —Pamplona va romandre en poder dels àrabs fins vers el 740.
Estant assetjada Narbona pels francs, va enviar a esta ciutat un exèrcit comandat per Amir ibn Ailet que va ser derrotat el 735 per Carles Martell però va aixecar el setge de la ciutat.
En 740 es va traslladar al nord d'Àfrica per tal d'intentar recuperar Tànger, ocupada per amazics rebels a qui va infligir greus revessos encara que sense vèncer-los completament. Tornat a l'Àndalus, en 741, i sentint-se morir, va designar —o va ser obligat a designar—, com a successor, Abd-al-Màlik al-Fihrí, el mateix a qui ell havia substituït com a valí.